# Rewas Laschchi

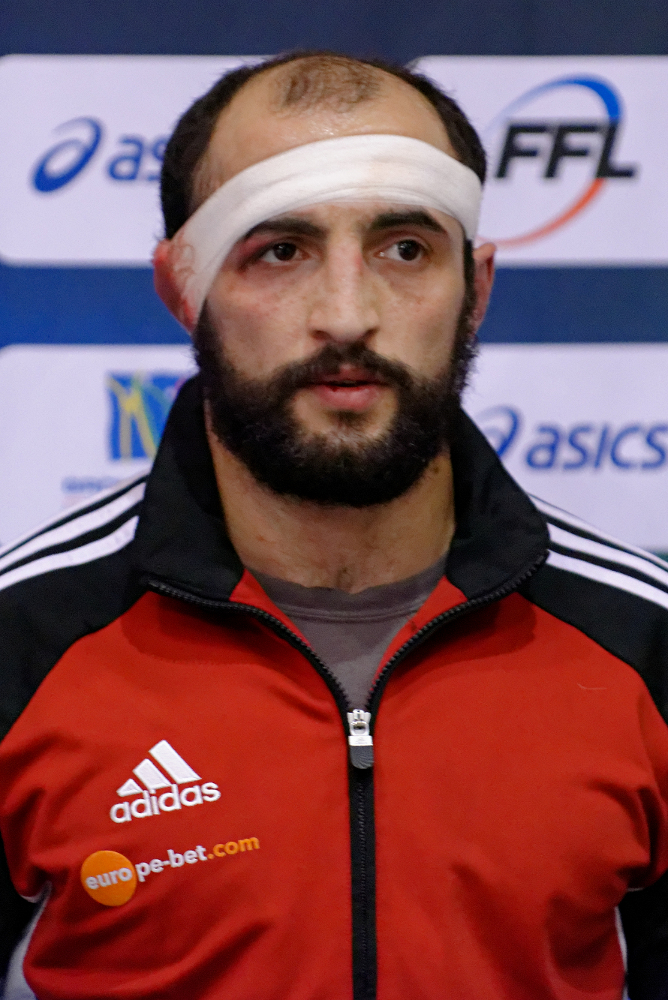
Laschchi bei den Golden Grand Prix 2014 in Paris

Rewas Laschchi (georgisch რევაზ ლაშხი; * 26. Mai 1988 in Borjomi) ist ein georgischer Ringer. Er wurde 2011 Europameister im griechisch-römischen Stil im Federgewicht.

## Werdegang
Rewas Laschchi aus Borjomi begann als Jugendlicher mit dem Ringen. Er konzentriert sich auf den griechisch-römischen Stil und wird bzw. wurde von Georgi Rasmadse, Akaki Chuchua und Begi Darchia trainiert. Er begann im Bantamgewicht und ringt seit 2007 im Federgewicht. Mit 1,72 Metern ist er für diese Gewichtsklasse relativ groß.
Zu Beginn seiner internationalen Ringerkarriere belegte er 2004 bei der Junioren-Europameisterschaft (Cadets) in der Gewichtsklasse bis 54 kg Körpergewicht und bei der Junioren-Weltmeisterschaft 2005 (Juniors) den 3. Platz. Bei den Junioren-Weltmeisterschaften (Juniors) 2006 in Guatemala-Stadt und 2007 in Peking konnte er sich nicht im Vorderfeld platzieren. 2006 kam er im Bantamgewicht nur auf den 10. Platz und 2007 im Federgewicht gar nur auf den 19. Platz.
2006 wurde er auch schon bei der Europameisterschaft der Senioren in Moskau eingesetzt. Er kam dabei im Bantamgewicht nach einem Sieg über Jan Hocko aus Tschechien und einer Niederlage gegen Rowschan Bajramow aus Aserbaidschan auf den 8. Platz. Auch bei den internationalen Meisterschaften der Jahre 2007 bis 2009 konnte er nur Mittelplätze belegen, wobei sein 7. Platz bei der Weltmeisterschaft 2009 in Herning/Dänemark doch hervorzuheben ist, denn er gewann dort gegen die drei sehr starken Athleten Hanser Meoque aus Kuba, Sebastian Hidalgo aus Frankreich und Omid Haji Noroozi aus dem Iran. Er unterlag aber in der Trostrunde gegen Vitali Rəhimov aus Aserbaidschan.
2010 belegte Rewas Laschchi bei der Europameisterschaft in Baku im Federgewicht den 7. Platz, wobei er nach einem Sieg über Artur Chatsaturow aus Griechenland gegen Eusebiu Diaconu aus Rumänien verlor. Bei der Weltmeisterschaft in Moskau verlor er nach zwei Siegen in der dritten Runde gegen Ryūtarō Matsumoto aus Japan und kam danach in der Trostrunde zu einem Sieg über Lenur Temirow aus der Ukraine. Im Kampf um die Bronzemedaille unterlag er aber dem Südkoreaner Jung Ji-hyun und belegte deshalb den 5. Platz.
Bei der Europameisterschaft 2011 in Dortmund gelang ihm dann der große Durchbruch, denn er besiegte dort im Federgewicht Sebastian Hidalgo, Edward Barsegjan aus Polen, Eusebiu Diaconuu, Həsən Əliyev aus Aserbaidschan und im Finale Ivo Angelow aus Bulgarien und wurde damit neuer Europameister.
Bei den Olympischen Spielen 2012 in London schaffte Rewas Laschchi Siege über Sayed Abd El Monem Sayed Hamed, Ägypten, Saur Kuramagomedow, Russland und Həsən Əliyev, Aserbaidschan. Er stand damit im Finale Omid Haji Noroozi aus dem Iran gegenüber, gegen den er aber unterlag. Der Gewinn der olympischen Silbermedaille ist aber ein großer Erfolg für ihn.

## Internationale Erfolge
| Jahr | Platz  | Wettbewerb                               | Gewichtskl.  | Ergebnis |
| 2004 | 2.     | Junioren-EM (Cadets)                     | bis 54 kg KG | hinter Saur Umarow, Russland |
| 2005 | 3.     | Junioren-WM (Juniors)                    | Bantam       | hinter Hamid Soryan Reihanpour, Iran und Scherali Schodmanow, Usbekistan |
| 2006 | 8.     | EM in Moskau                             | Bantam       | nach Sieg über Jan Hocko, Tschechien und Niederlage gegen Rowschan Bajramow, Aserbaidschan |
| 2006 | 10.    | Junioren-WM (Juniors) in Guatemala-Stadt | Bantam       | Sieger: Saur Kuramagomedow, Russland vor Jassin Amiri, Iran |
| 2007 | 19.    | Junioren-WM (Juniors) in Peking          | Feder        | Sieger: Rahman Bilici, Türkei vor Ibragim Labasanow, Russland |
| 2008 | 8.     | EM in Tampere                            | Feder        | nach Siegen über Balint Korpasi, Ungarn und Petr Švehla, Tschechien und einer Niederlage gegen Aslan Abdullin, Russland                                                                                                   |
| 2008 | 3.     | Fila-Golden-Grand-Prix in Baku           | Feder        | hinter Fuad Aliew und Vitali Rəhimov, beide Aserbaidschan |
| 2009 | 9.     | EM in Vilnius                            | Feder        | nach Sieg über Peter Stordalen Sziksay, Norwegen und Niederlage gegen Daniel Krymow, Ukraine |
| 2009 | 3.     | Fila-Golden-Grand-Prix in Baku           | Feder        | hinter Aslan Abdullin und Witali Rachimow |
| 2009 | 7.     | WM in Herning/Dänemark                   | Feder        | nach Siegen über Hanser Meoque, Kuba, Sebastian Hidalgo, Frankreich und Omid Haji Noroozi, Iran und einer Niederlage gegen Witali Rachimow                                                                                |
| 2010 | 2.     | Welt-Cup in Jerewan                      | Feder        | hinter Omid Noroozi, vor Rahman Bilici und Vahan Juharjan, Armenien |
| 2010 | 7.     | EM in Baku                               | Feder        | nach Sieg über Artur Chatsaturow, Griechenland und Niederlage gegen Eusebiu Diaconu, Rumänien |
| 2010 | 3.     | Fila-Golden-Grand-Prix in Tiflis         | Feder        | hinter Hamid Soryan Reihanpour und Jerbol Konarutow, Kasachstan |
| 2010 | 7.     | Fila-Golden-Grand-Prix in Baku           | Feder        | Sieger: Həsən Əliyev, Aserbaidschan vor Eusebiu Diaconu |
| 2010 | 5.     | WM in Moskau                             | Feder        | nach Siegen über Abdulsalmet Ugurli, Türkei und Edgaras Venckaitis, Litauen, einer Niederlage gegen Ryūtarō Matsumoto, Japan, einem Sieg über Lenur Temirow, Usbekistan und einer Niederlage gegen Jung Ji-hyun, Südkorea |
| 2011 | 1.     | EM in Dortmund                           | Feder        | nach Siegen über Sebastian Hidalgo, Edward Barsegjan, Polen, Eusebiu Diaconu, Həsən Əliyev und Ivo Angelow, Bulgarien |
| 2012 | Silber | OS in London                             | Feder        | nach Siegen über Sayed Abd El Monem Sayed Hamed, Ägypten, Saur Kuramagomedow, Russland und Həsən Əliyev und einer Niederlage gegen Omid Haji Noroozi, Iran                                                                |

## Erläuterungen
- alle Wettkämpfe im griechisch-römischen Stil
- WM = Weltmeisterschaft, EM = Europameisterschaft
- Bantamgewicht, bis 55 kg, Federgewicht, bis 60 kg Körpergewicht